# Newnham (Kent)
Newnham es una parroquia civil y un pueblo del distrito de Swale, en el condado de Kent (Inglaterra).

## Geografía
Según la Oficina Nacional de Estadística británica, Newnham tiene una superficie de 4,29 km².

## Demografía
Según el censo de 2001, Newnham tenía 354 habitantes (51,41% varones, 48,59% mujeres) y una densidad de población de 82,52 hab/km². El 18,93% eran menores de 16 años, el 74,86% tenían entre 16 y 74 y el 6,21% eran mayores de 74. La media de edad era de 41,52 años. Del total de habitantes con 16 o más años, el 25,09% estaban solteros, el 62,02% casados y el 12,89% divorciados o viudos.
El 95,2% de los habitantes eran originarios del Reino Unido. El resto de países europeos englobaban al 0,85% de la población, mientras que el 3,95% había nacido en cualquier otro lugar. Según su grupo étnico, todos los habitantes eran blancos. El cristianismo era profesado por el 75,91%, el budismo por el 0,84% y cualquier otra religión, salvo el hinduismo, el judaísmo, el islam y el sijismo, por el 0,84%. El 15,41% no eran religiosos y el 7% no marcaron ninguna opción en el censo.
179 habitantes eran económicamente activos, 175 de ellos (97,77%) empleados y 4 (2,23%) desempleados. Había 148 hogares con residentes y 3 vacíos.